# Jeffrey Tambor
Jeffrey Michael Tambor (San Francisco, 8 juli 1944) is een Amerikaans acteur. 

## Levensloop
Tambor maakte na eenmalige gastrollen in onder meer Kojak en Taxi in 1979 zijn filmdebuut als Jay Porter  in ...And Justice for All. Sindsdien had hij rollen in meer dan 45 films, meer dan zeventig inclusief televisiefilms. Op het huiskamerscherm was Tambor sowieso veelvuldig te zien. Hij speelde wederkerende personages in meer dan vijftien televisieseries, alles bij elkaar goed voor meer dan 250 afleveringen. Daarbij zijn Tambors enkelvoudige gastrollen in andere reeksen nog niet meegerekend (meer dan 25). Zo was hij eenmalig te zien in onder meer The Twilight Zone, Murder, She Wrote, Doogie Howser, M.D., Who's the Boss?, Tales from the Crypt, Law & Order, CSI: Crime Scene Investigation, Medium, Muppets from Space en The Muppets' Wizard of Oz.
Hij werd genomineerd voor een Emmy Award in zowel 1993, 1996, 1997 als 1998 (telkens voor zijn bijrol als Hank Kingsley in de komedieserie The Larry Sanders Show) en tevens in zowel 2004 als 2005 (beide voor zijn bijrol als George Bluth Sr. in Arrested Development). Voor  de laatstgenoemde reeks won hij in 2004 daadwerkelijk een Golden Satellite Award.
Sinds 2014 vertolkt hij de hoofdrol in de televisieserie Transparent, geproduceerd door Amazon Studios en te volgen via de streamingdienst van Amazon.com. Tambor speelt de rol van de transgender Maura Pfefferman (geboren als Morton Pfefferman), een gescheiden huisvader die verder wil in het leven als vrouw. Voor deze rol won hij in 2015 zowel een Golden Globe als een Emmy Award voor beste acteur in een komische serie. In 2017 kreeg hij een ster op de Hollywood Walk of Fame.

### Privé
Tambor werd in 1975 voor het eerst vader, van dochter Molly Tambor. Tambor trouwde in 2001 met zijn tweede echtgenote, Kasia Ostlun. Samen met haar kreeg hij in 2004 zoon Gabriel Kasper, in 2006 dochter Eve Julia en in 2009 tweelingzonen Hugo Bernard en Eli Nicholas.

## Filmografie
*Exclusief 25 televisiefilms
- The Accountant (2016)
- The Hangover Part III (2013)
- Mr. Popper's Penguins (2011)
- The Hangover Part II (2011)
- Win Win (2011)
- Paul (2011)
- The Invention of Lying (2009)
- The Hangover (2009)
- Monsters vs. Aliens (2009, stem)
- Hellboy II: The Golden Army (2008)
- Superhero Movie (2008)
- The Chubbchubbs Save Xmas (2007)
- Slipstream (2007)
- The King of Central Park (2006)
- The SpongeBob SquarePants Movie (2004, stem)
- The Muppets' Wizard of Oz (2005)
- Funky Monkey (2004)
- Hellboy (2004)
- EuroTrip (2004)
- Nobody's Perfect (2004)
- Under the Tuscan Sun (2003)
- My Boss's Daughter (2003)
- Malibu's Most Wanted (2003)
- Scorched (2003)
- Get Well Soon (2001)
- Never Again (2001)
- How the Grinch Stole Christmas (2000)
- Pollock (2000)
- Girl, Interrupted (1999)
- Teaching Mrs. Tingle (1999)
- Muppets from Space (1999)
- Meet Joe Black (1998)
- There's Something About Mary (1998)
- Dr. Dolittle (1998)
- Big Bully (1996)
- Heavy Weights (1995)
- My Teacher's Wife (1995)
- Radioland Murders (1994)
- A House in the Hills (1993)
- Living and Working in Space: The Countdown Has Begun (1993)
- Crossing the Bridge (1992)
- Article 99 (1992)
- City Slickers (1991)
- Life Stinks (1991)
- Pastime (1991)
- Lisa (1990)
- The Easter Story (1990, stem)
- Brenda Starr (1989)
- Three O'Clock High (1987)
- The Nativity (1987, stem)
- Desert Hearts (1985)
- No Small Affair (1984)
- The Man Who Wasn't There (1983)
- Mr. Mom (1983)
- The Dream Chasers (1982)
- Saturday the 14th (1981)
- ...And Justice for All. (1979)

## Televisieseries
*Exclusief eenmalige gastrollen
- Star vs. the Forces of Evil - Glossaryck (2015–2017, 11 afleveringen)
- Transparent - Maura Pfefferman (2014–2017, 40 afleveringen)
- The Good Wife - George Kluger (2013–2014, vier afleveringen)
- WordGirl - Mr. Big (2007–2009, vier afleveringen)
- Twenty Good Years - Jeffrey Pyne (2006–2008, dertien afleveringen)
- Welcome to the Captain - Uncle Saul (2008, vijf afleveringen)
- Arrested Development - George Bluth Sr. (2003–2018, 69 afleveringen)
- Ozzy & Drix - Mole (2002, twee afleveringen)
- 3-South - Dean Earhart (2002, twee afleveringen)
- That Was Then - Gary 'Double G' Glass (2002, drie afleveringen)
- The Practice - Sid Herman (2001, twee afleveringen)
- Everything's Relative - Jake Gorelick (1999, vier afleveringen)
- The Larry Sanders Show - Hank Kingsley (1992–1998, 89 afleveringen)
- American Dreamer - Joe Baines (1990–1991, zeventien afleveringen)
- Max Headroom - Murray (1987–1988, veertien afleveringen)
- L.A. Law - Gordon Salt (1988, drie afleveringen)
- Hill Street Blues - Rechter Alan Wachtel (1981–1987, twintig afleveringen)
- Mr. Sunshine - Prof. Paul Stark (1986, elf afleveringen)
- 9 to 5 - Franklin Hart (1982, vier afleveringen)
- The Ropers - Jeffrey P. Brookes III (1979–1980, 28 afleveringen)

- Bibsys: 9011752
- Biblioteca Nacional de España: XX1266874
- Bibliothèque nationale de France: cb14033969h (data)
- Gemeinsame Normdatei: 140603875
- International Standard Name Identifier: 0000 0001 1447 6219
- Library of Congress Control Number: no00022528
- MusicBrainz: 3a4f9e25-0ec3-484d-981a-ea0841873eee
- Nationale Bibliotheek van Tsjechië: xx0216287
- Nationale Bibliotheek van Israël: 987007421794105171
- Nationale Bibliotheek van Polen: a0000001624835
- Nederlandse Thesaurus van Auteursnamen: 191871613
- Système universitaire de documentation: 231907540
- Virtual International Authority File: 71593088
- WorldCat: E39PBJmttWPyWK9X4cWmBkxVYP